# Ущерпська волость
Ущерпська волость — історична адміністративно-територіальна одиниця Суразького повіту Чернігівської губернії з центром у містечку Ущерп'я.
Станом на 1885 рік складалася з 7 поселень, 12 сільських громад. Населення — 6335 осіб (3107 чоловічої статі та 2878 — жіночої), 1001 дворових господарство.
|                     | Площа, десятин | У тому числі орної, дес. |
| ------------------- | -------------- | ------------------------ |
| Сільських громад    | 10269          | 7350                     |
| Приватної власності | 1429           | 2192                     |
| Іншої власності     | 80             | 25                       |
| Загалом             | 24639          | 9567                     |

Основні поселення волості:
- Ущерп'я — колишнє державне та власницьке містечко при річці Іпуть за 60 верст від повітового міста, 2424 особи, 411 дворів, православна церква, 2 постоялих будинки, лавка, кахельний завод, 2 щорічних ярмарки: 9 травня та 8 листопада. За 8 верст — винокурний завод.
- Александрівка (Смяльч) — колишнє власницьке село при річці Іпуть, 1941 особа, 251 двір, постоялий будинок, 2 вітряних млини.
- Холевичі — колишнє власницьке село, 503 особи, 86 дворів.

1899 року у волості налічувалось 11 сільських громад, населення зросло до 8455 осіб (4292 чоловічої статі та 4163 — жіночої).